# 庙头镇 (全州县)
庙头镇，是中华人民共和国广西壮族自治区桂林市全州县下辖的一个乡镇级行政单位。

## 行政区划
庙头镇下辖以下地区：
庙头社区、李家村、建新村、深福村、兆村、白果村、黄土井村、仁街村、宜湘河村、歌陂村、石洞村和湾山村。

## 交通
- 衡柳铁路：庙头西站